# Eric-Jan Lijzen
Eric-Jan Lijzen (Meppel, 1 februari 1981) is een voormalig Nederlands profvoetballer. Hij heeft drie seizoenen onder contract gestaan bij FC Zwolle. Daar speelde hij als verdediger.
Hij heeft zijn debuut gemaakt op 7 maart 2001 in de gewonnen thuiswedstrijd tegen TOP Oss (4–0). Na 58 minuten was hij de invaller voor Remco Schol. Zijn laatste wedstrijd was op 3 februari 2002 in de gewonnen uitwedstrijd tegen Heracles Almelo (0–1). Hier werd hij na 42 minuten met een zware knieblessure vervangen door Súni Olsen.
Tussen 2008 en 2010 werkte Lijzen als accountmanager bij FC Zwolle. Op 17 juni 2018 werd bekend dat Lijzen stopt met voetballen.

## Statistieken
| Seizoen | Club      | Land      | Competitie     | Wed. | Goals |
| ------- | --------- | --------- | -------------- | ---- | ----- |
| 2000/01 | FC Zwolle | Nederland | Eerste divisie | 1    | 0     |
| 2001/02 | FC Zwolle | Nederland | Eerste divisie | 6    | 0     |
| 2002/03 | FC Zwolle | Nederland | Eredivisie     | 0    | 0     |
| Totaal  | Totaal    | Totaal    | Totaal         | 7    | 0     |

## Erelijst
| Nationaal               |    |         |
| Kampioen Eerste Divisie | 1x | 2001/02 |

## Trivia
- Hij heeft elke professionele wedstrijd die hij heeft meegedaan winnend afgesloten.[1][2]